# Parahormius
Parahormius is een geslacht van insecten uit de orde vliesvleugeligen (Hymenoptera) en de familie schildwespen (Braconidae).

## Soorten
Deze lijst van 34 stuks is mogelijk niet compleet.
- P. absonus Narendran, 2002
- P. albipes (Ashmead, 1906)
- P. areolaris Hedqvist, 1965
- P. atriceps (Ashmead, 1893)
- P. axillaris Belokobylskij, 1990
- P. bikinus Belokobylskij, 1996
- P. caicus Nixon, 1940
- P. caloptiliae Papp, 1996
- P. cephisus Nixon, 1940
- P. cleomenes Nixon, 1940
- P. deiphobus Nixon, 1940
- P. falsus Belokobylskij, 1990
- P. gylippus Nixon, 1940
- P. harteni Papp, 1996
- P. iphitus Nixon, 1940
- P. jason Nixon, 1940
- P. laevis Granger, 1949
- P. leucopterae Nixon, 1940
- P. maculipennis Granger, 1949
- P. markshawi Wharton, 1993

- P. nitidus Belokobylskij, 1988
- P. pallidipes (Ashmead, 1893)
- P. pallidus Granger, 1949
- P. prontus Papp, 1990
- P. radialis Tobias, 1986
- P. rameshi Narendran, 2002
- P. secundus (Viereck, 1905)
- P. siculus Nixon, 1940
- P. stom Narendran, 2002
- P. testaceus (Cameron, 1911)
- P. trilineatus (Ashmead, 1889)
- P. unicolor Belokobylskij, 1990
- P. vietnamicus Belokobylskij, 1990
- P. zonus Narendran, 2002